# 蒼野杏
蒼野 杏（あおの あん、1998年7月28日 - ）は、日本のグラビアアイドル、元ライブアイドル。神奈川県出身。旧芸名は高杉 杏（たかすぎ あん）。現在、フリーランスで活動中。過去、e2dive entertainment、リップに所属していた。女性アイドルグループ「sherbetNEO」の元メンバー。

## 来歴
2018年10月、デビュー。
デビューのきっかけは、芸能界に昔から興味があったことに加え、体重が10キログラムも太ってバストカップ数も倍になったところ、周囲に「グラビアをやってみたら？」と言われてノリで「やっちゃおうか？」と言ったことがきっかけで、自分から応募して事務所に入ったという。
2020年6月20日、SNSでグラビア活動および芸能活動からの引退を発表し、「高杉杏」としてのSNSを続けることを理由として所属事務所に籍は残すこととしたが、同年8月26日のTwitter（現・X）で「引退すると伝えましたが地味に生き残ってます…訴えかける顔仕事しながら支障出ない程度に頑張っちゃう！」と、事実上の活動継続を報告した。
2021年3月29日、同年3月末をもってe2dive entertainmentを退所し、同年4月よりリップに所属すること、併せて芸名を「高杉杏」から「蒼野杏」に改名することを自身のTwitterで報告した。
2021年6月19日、 女性アイドルグループ「sherbet」の姉妹グループ「sherbetNEO」候補生Bチームに加入して披露され、同年7月27日、同年8月2日に行われる定期公演より正規メンバー（担当カラーは青色）として活動していくと発表した。
2021年11月22日、「国民的グラドルコンテスト」（主催：国民的グラドルコンテスト実行委員会）の予選ラウンド（11月30日まで）にエントリー。同年12月17日、決勝進出者に選ばれる。
2021年11月27日、元プロボクサーの亀田興毅が会長を務めるボクシングジム「3150ファイトクラブ」（現：KWORLD3ボクシングジム）によるボクシング興行「3150 FIGHT」のラウンドガール「3150ガールズ」に選出された。
2022年2月、「国民的グラドルコンテスト」のグランプリを受賞。
2022年5月10日、「sherbetNEO」から卒業。
2022年10月現在、フリーランスで活動中。

## 人物
趣味は音楽、映画鑑賞。特技はダンス、バスケットボール。
中学生の頃はペチャパイと言われていたが、その後に10kgほど増えて現在のような体形になった。

## 出演

### ラジオ
- GIRLS♥GIRLS♥GIRLS =RED ZONE= sherbetNEOの＃ねおらじ（2021年7月7日 - 12月29日、FM FUJI）

## 作品

### DVD
- 高杉杏名義
  - ミルキー・グラマー（2019年1月25日、竹書房）
  - Andante（2019年4月26日、スパイスビジュアル）
  - アンの日記 〜An's Diary〜（2019年7月20日、ラインコミュニケーションズ）
  - unlimited（2019年10月25日、エスデジタル）
  - ご主人様とメイドさん（2020年1月24日、竹書房）
- 蒼野杏名義
  - ねぇ…私のこと、抱きたいでしょ?（2023年9月26日、エアーコントロール）

### 動画配信
- I-ONE NEXT 高杉杏（2019年7月30日 アイドルワン DMM TV IONXT-40754）[20]
- 快汗！セクシーRunトレ（#5 2022年4月8日 Amazon Prime Video）[21]

### 電子書籍
- OL制服1（2020年10月2日、RQラボ）※RQラボ限定
- メイド風エプロン＋ビキニ水着（2020年10月26日、RQラボ）※RQラボ限定
- 私服＋ビキニ水着（2020年11月16日、RQラボ）※RQラボ限定
- OL制服2＋ビキニ水着（2020年12月11日、RQラボ）※RQラボ限定